# Asociace cestovních kanceláří České republiky

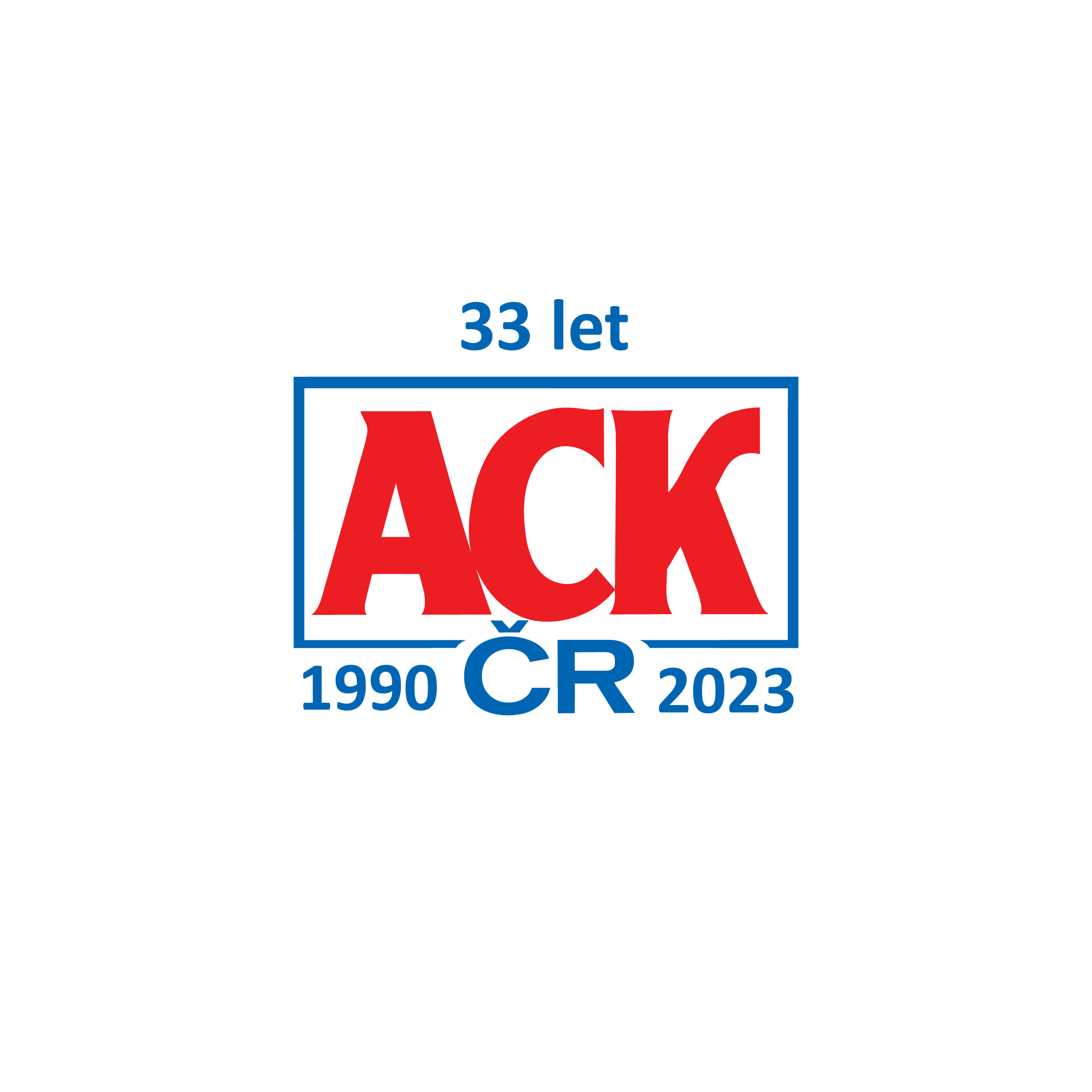
Logo Asociace cestovních kanceláří ČR

Asociace cestovních kanceláří České republiky (zkráceně ACK ČR) je dobrovolným sdružením subjektů domácího i zahraničního cestovního ruchu oprávněných k činnosti na území České republiky. Sdružuje jak cestovní kanceláře, tak cestovní agentury a další subjekty z oboru, a to jak právnické tak i fyzické osoby.

## Poslání ACK ČR
Posláním Asociace je zastupování a ochrana hospodářských zájmů členů, podpora jejich informovanosti, rozvíjení jejich činnosti a profesní prestiže. Asociace se snaží o kultivaci českého trhu cestovního ruchu, navrhování příslušné legislativy a hospodářských opatření ve vztahu k cestovnímu ruchu. Také se snaží zasahovat proti nekalé konkurenci a poškozování pověsti cestovního ruchu v České republice.
Asociace zastupuje zájmy členů:
- při jednáních s ministerstvy, zvl. s ministerstvem pro místní rozvoj, financí, MPO
- při jednáních v příslušných výborech Poslanecké sněmovny a Senátu Parlamentu ČR,
- při jednáních týkajících se cestovního ruchu na Magistrátu hl. m. Prahy, resp. dalších regionálních úřadech
- při jednáních na České centrále cestovního ruchu a se zahraničními centrálami NTO
- v Agency Program Joint Council IATA
- v mezinárodních a evropských organizacích cestovního ruchu
- ve styku s obdobnými národními svazy v tuzemsku i v zahraničí

Asociace cestovních kanceláří ČR je platformou pro komerční spolupráci cestovních kanceláří a agentur navzájem, jakož i pro spolupráci cestovních kanceláří a agentur s dodavateli a odběrateli služeb. Příležitostí pro rozvíjení vzájemné spolupráce členů jsou jednak sekce (viz organizační struktura), jednak pravidelná měsíční setkání členů formou Klubových dnů a konečně i každoroční Valné shromáždění. Kontakty na dodavatele i odběratele služeb z ČR i zahraničí zprostředkovává sekretariát ACK na základě adresářů a jiných databází. Konkrétní nabídku svých produktů prezentují jednotliví členové ACK sami, Asociace nabízí jednotlivým zájemcům pomoc při orientaci v nabídce teritoriálního i programového zaměření jednotlivých cestovních kanceláří a agentur.

## Organizační struktura ACK ČR

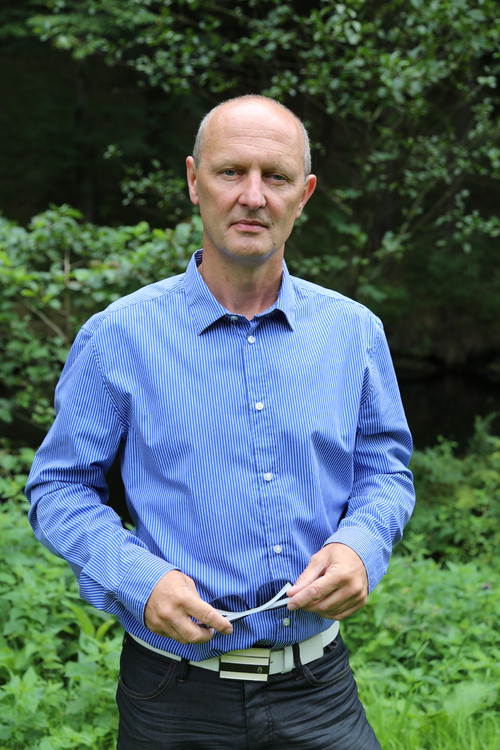
Ladislav Havel, předseda ACK ČR

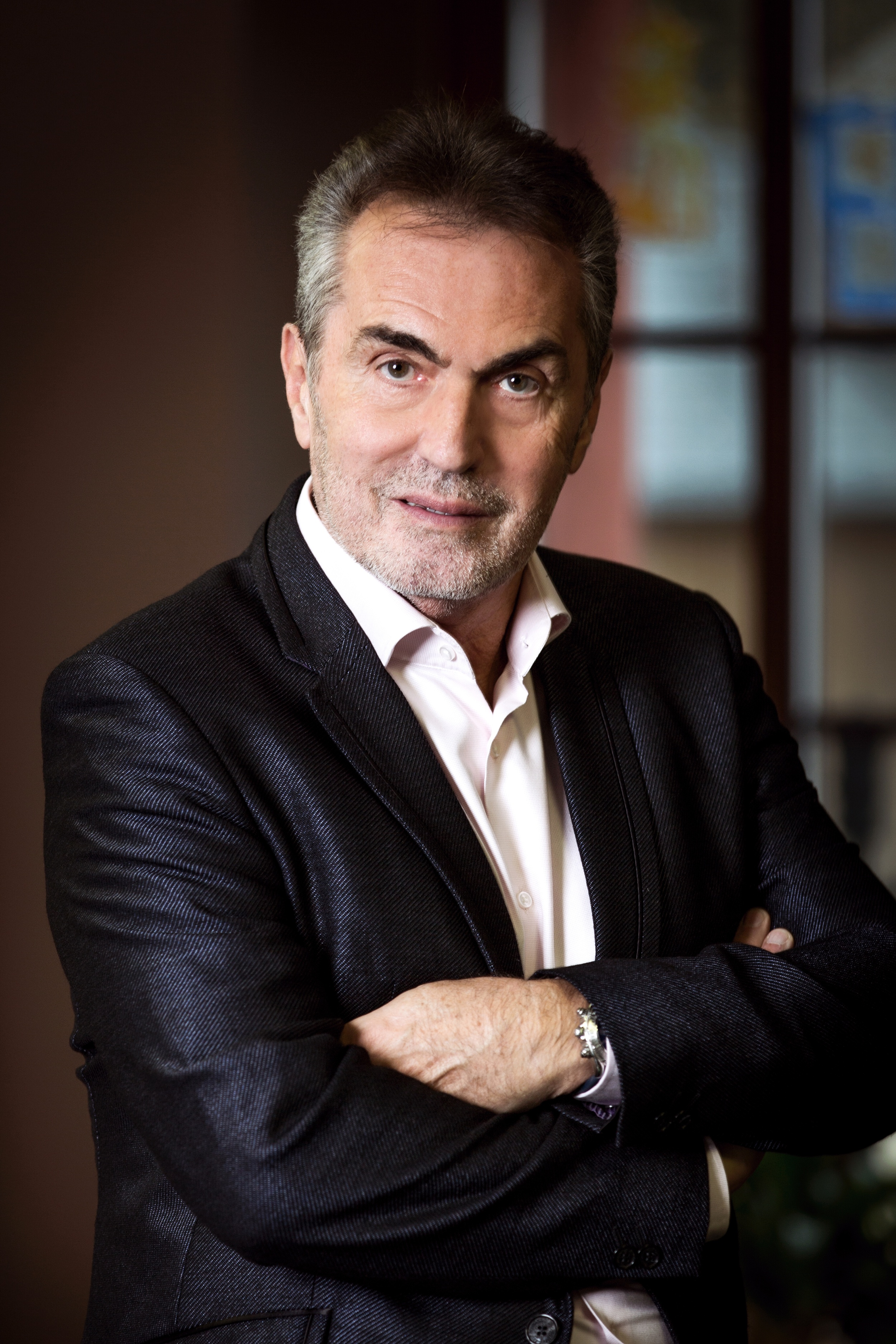
Viliam Sivek, čestný předseda ACK ČR

ACK ČR byla založena jako první profesní sdružení cestovních kanceláří v ČR v srpnu 1990, v současné době sdružuje 196 cestovních kanceláří a agentur a 80 přidružených členů z navazujících oborů dopravy, veletrhů a propagace, odborného školství, pojištění a zpracování dat.
V čele ACK ČR je volené představenstvo. Předsedou je Ladislav Havel. Místopředsedy jsou Petr Krč, Zdeněk Kříž, Jan Papež a místopředsedkyněmi jsou Jolana Kopřiva Myslivcová a Lenka Viková. Mezi členy představenstva dále patří Richard Bílý, Jan Formandl, Stanislav Zeman, Petr Novotný, Karel Výrut, Lenka Pátek a Alexandr Pavlov.
V roce 2016 byl Představenstvem ACK ČR jmenován Viliam Sivek čestným předsedou. 

## Sekce ACK ČR
Asociace nabízí svým členům servis a spolupráci v pracovních sekcích, a to dle problematiky. Mezi sekce patří:
- Touroperátorská sekce Hlavními tématy je smluvní spolupráce touroperátor-retailer, promítnutí požadavků zákona č.159/99 Sb. o podmínkách podnikání v oblasti cestovního ruchu do praxe, zákon na ochranu spotřebitele, uvádění a způsob inzerování cen zájezdů, ochrana osobních údajů, dvoj i vícestranná spolupráce při realizaci zájezdů (vytěžování dopravních prostředků atp.).
- V rámci touroperátorské sekce funguje Pracovní skupina lodní a okružní dopravy, jejímž cílem je kooperace zástupců lodních společností a cestovních agentur/kanceláří nabízející tento produkt.

- Sekce incomingové a kongresové turistiky Hlavními tématy je problematika spolupráce s dodavateli služeb a propagace členů návazně na propagaci CR ČR vč. workshopů a veletrhů v ČR i v zahraničí, spolupráce při propagaci členů návazně na propagaci ČR jako klasické kongresové destinace a specializované vzdělávání pro tuto oblast turistiky.[3]
- IATA sekce prodejců letenek  Řeší problematiku akreditovaných IATA agentur, hájí jejich zájmy ve vztahu k leteckým dopravcům a zastupuje členy v APJC,
- Internetová sekce  Sekce je určena ke sjednocení obsahu a formátu předávaných dat mezi cestovními kancelářemi a cestovními agenturami a k podpoře elektronické komerce v cestovním ruchu,
- Sekce památek a významných turistických cílů  Hlavním úkolem je propojení činnosti cestovních kanceláří a agentur, které se věnují domácímu cestovnímu ruchu a příjezdové turistice, s vedením jednotlivých památek a turistických cílů,
- Sekce domácího cestovního ruchu  Sleduje vývoj a trendy na poli cestování našich občanů po České republice,
- Sekce dopravní & okružních jízd  Je založena za účelem řešení problémů souvisejících nejen s hromadnou dopravou turistů, ale i dalšími druhy přepravy,
- Vzdělávací komise zabývající se propojením praxe a požadavků podnikatelů v cestovním ruchu se středními a vysokými odbornými školami,[4]

## Fórum cestovního ruchu České republiky

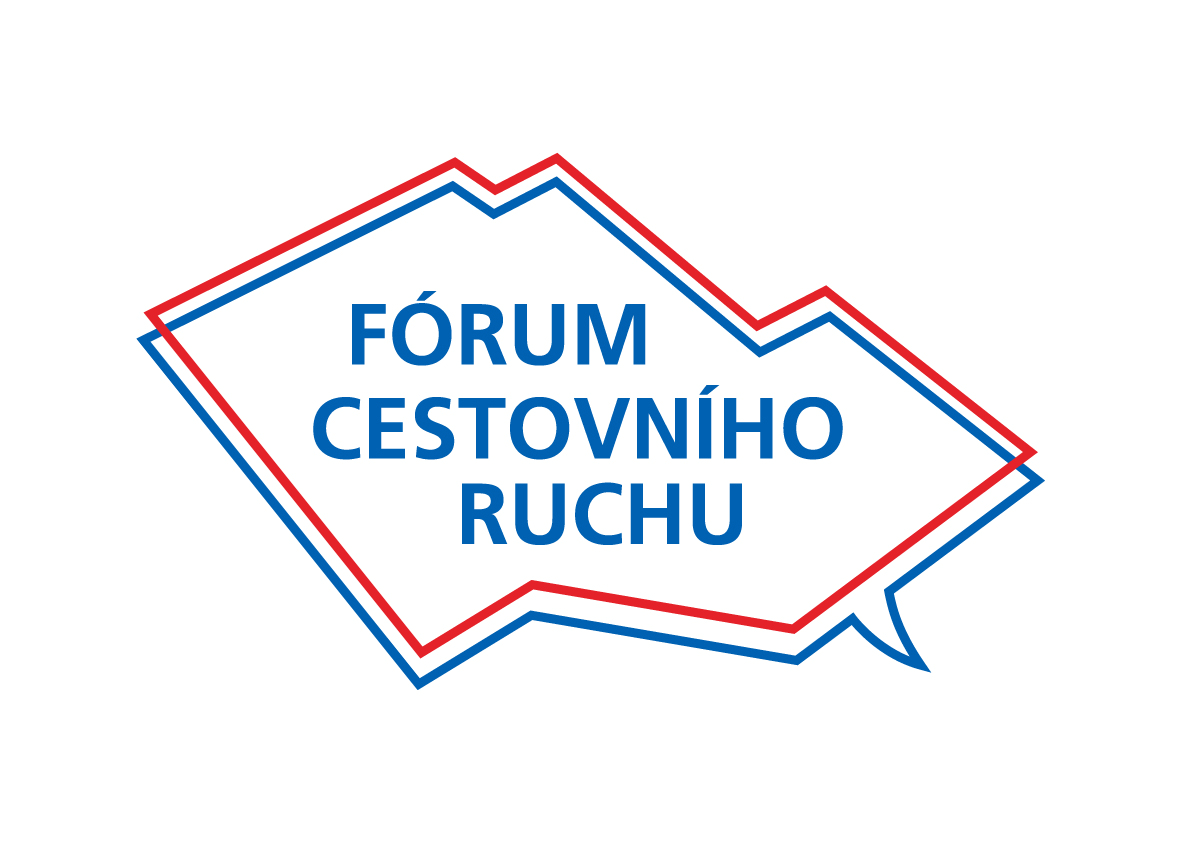
Forum cestovniho ruchu

Asociace cestovních kanceláří ČR je jedním ze zakladatelů Fóra cestovního ruchu ČR. Toto fórum je nezávislou komunikační platformou pro koordinaci a prezentaci zájmů podnikatelů v cestovním ruchu, a to jak směrem do odvětví tak vně. Cílem Fóra cestovního ruchu je zkvalitnění spolupráce uvnitř odvětví cestovního ruchu a efektivnější prosazování nutných změn. Fórum cestovního ruchu bylo ustaveno v souladu s Koncepcí státní politiky cestovního ruchu v České republice na období 2014 až 2020.